# Kiltjärnen (Föllinge socken, Jämtland)
Kiltjärnen är en sjö i Krokoms kommun i Jämtland och ingår i Indalsälvens huvudavrinningsområde. Sjön har en area på 0,0354 kvadratkilometer och ligger 403,3 meter över havet.

## Delavrinningsområde
Kiltjärnen ingår i det delavrinningsområde (705559-143431) som SMHI kallar för Mynnar i Gysån. Medelhöjden är 437 meter över havet och ytan är 13,11 kvadratkilometer. Det finns inga avrinningsområden uppströms utan avrinningsområdet är högsta punkten. Trättjärnbäcken som avvattnar avrinningsområdet har biflödesordning 4, vilket innebär att vattnet flödar genom totalt 4 vattendrag innan det når havet efter 243 kilometer. Avrinningsområdet består mestadels av skog (70 procent) och sankmarker (22 procent). Avrinningsområdet har 0,32 kvadratkilometer vattenytor vilket ger det en sjöprocent på 2,4 procent.